# Трстеник (Крань)
Трстеник (словен. Trstenik) — поселення в общині Крань, Горенський регіон, Словенія. Висота над рівнем моря: 510,6 м.